# Volo Delta Connection 4819
Il volo Delta Connection 4819 è stato un volo passeggeri internazionale di linea tra Minneapolis, Stati Uniti d'America, e Toronto, Canada, che il 17 febbraio 2025 si è schiantato e ribaltato sulla pista durante l'atterraggio all'aeroporto Internazionale di Toronto-Pearson. L'aereo era un Bombardier CRJ 900, un jet utilizzato per voli regionali, gestito da Endeavor Air, una società interamente controllata da Delta Air Lines.
Il volo aveva a bordo 80 persone, di cui 76 passeggeri e 4 membri dell'equipaggio. Tutti sono sopravvissuti, ma in 21 sono rimasti feriti.

## Contesto

### L'aereo
L'aereo coinvolto era un Bombardier CRJ900LR di 16 anni con marche N932XJ.
Il CRJ900LR è una sottovariante modificata della serie CRJ900 di jet regionali prodotti da Bombardier, progettata per voli più lunghi grazie al suo peso massimo al decollo (MTOW) più elevato rispetto alla variante base del CRJ900, un jet comunemente utilizzato per operare voli regionali a breve e medio raggio. Questo jet era stato configurato con una capacità di posti a sedere fino a 76 passeggeri. La variante ha un'autonomia massima di 1 828 miglia nautiche (3 385 km), un'apertura alare di 24 metri e una lunghezza di 36 metri. Il velivolo era dotato di due motori turboventola General Electric CF34-8C5.
L'incidente è stata la seconda perdita di un aereo della serie CRJ di Bombardier nel 2025, dopo la collisione aerea del fiume Potomac vicino all'aeroporto Nazionale di Washington Reagan avvenuta a fine gennaio.

### Passeggeri ed equipaggio
Il volo aveva a bordo 80 persone: 4 membri dell'equipaggio e un carico completo di 76 passeggeri, di cui 22 di nazionalità canadese. L'equipaggio comprendeva il comandante, il primo ufficiale e due assistenti di volo.
Tutti i passeggeri e l'equipaggio sono sopravvissuti, ma sono stati riportati 21 feriti.

### Condizioni meteo
Al momento dell'incidente, all'aeroporto era presente neve a seguito di una tempesta invernale del fine settimana precedente, con venti da ovest a 28 nodi (52 km/h), con raffiche fino a 35 nodi (65 km/h) e una temperatura di circa -8,6 °C.

## L'incidente

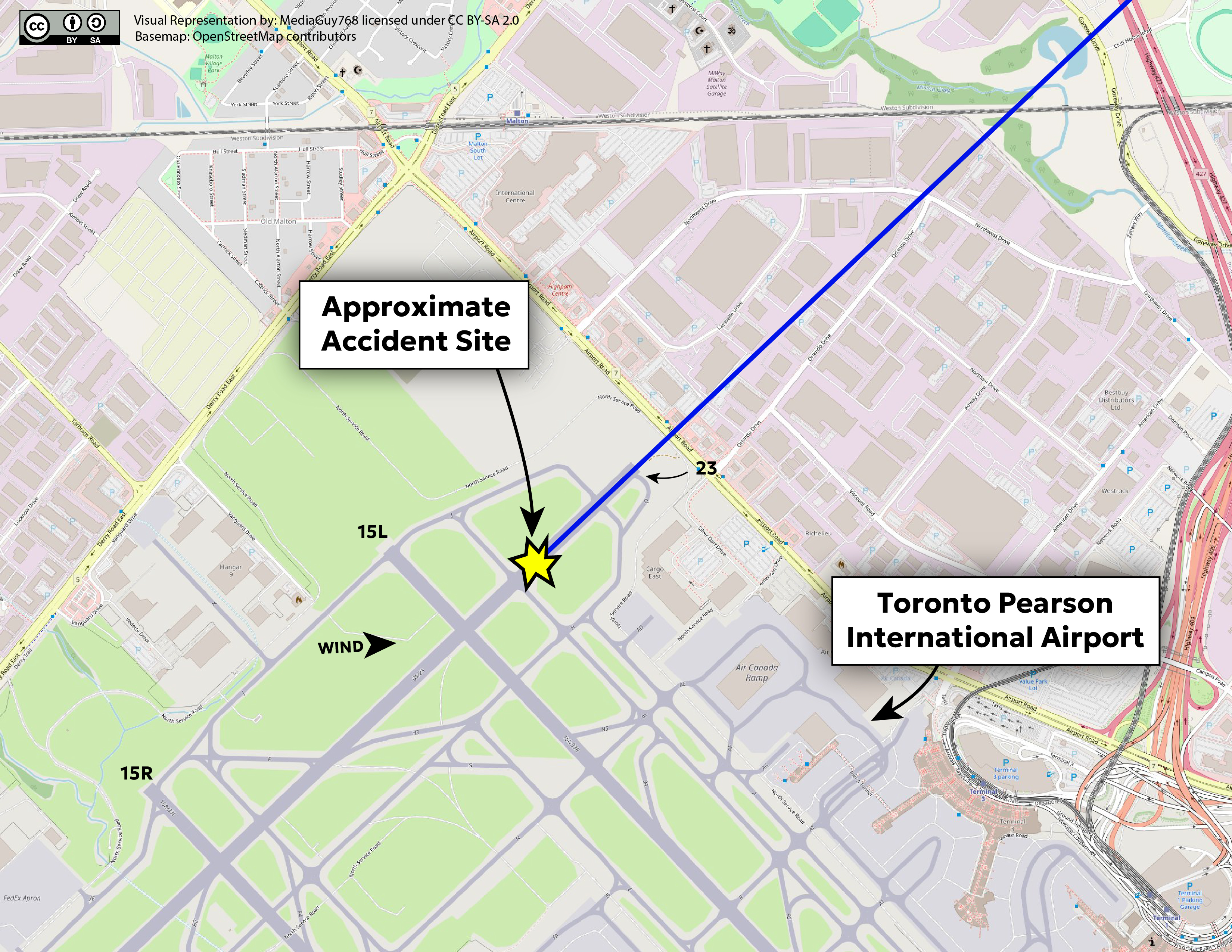
La rotta dell'aereo e il sito dell'incidente

L'aereo si è schiantato all'atterraggio sulla soglia della pista 23 dell'aeroporto Internazionale di Toronto-Pearson alle 14:13 EST (19:13 UTC), la coda e un'ala si sono separate e hanno innescato un incendio, mentre la fusoliera si è fermata leggermente fuori dal lato destro della pista, capovolta e rivolta nella direzione opposta a quella di atterraggio. Un passeggero dell'aereo ha postato sui social media un video che mostra il processo di evacuazione e il velivolo rovesciato.
Un video ripreso da un velivolo in attesa del decollo ha mostrato il volo 4819 sbattere contro il terreno mentre atterrava, rimbalzando e scivolando in avanti con un rollio verso destra. L'ala destra dell'aereo si è staccata prima che l'aereo si posasse sul dorso con le fiamme che emergevano dalla fusoliera. Altri video mostrano l'aereo capovolto con l'ala destra mancante e l'impennaggio verticale strappato.
Gli esperti di sicurezza aerea hanno affermato che gli assistenti di volo e il design dell'aereo hanno svolto un ruolo importante nella relativa sicurezza dei passeggeri nell'incidente. I video condivisi online hanno mostrato gli assistenti di volo impegnati a evacuare rapidamente tutti i passeggeri dall'aereo.
Deborah Flint, presidente e amministratore delegato dell'aeroporto, ha riferito che 18 persone sono rimaste ferite nell'incidente e trasportate in ospedale. Il capo dei vigili del fuoco del sito aeroportuale ha poi confermato che un altro passeggero era stato ospedalizzato con ferite. I funzionari hanno riferito che almeno un bambino e due adulti, un uomo di 60 anni e una donna di 40, erano in condizioni critiche ma nessuno in pericolo di vita. Tre elicotteri e due ambulanze di terapia intensiva sono state inviate sul luogo dell'incidente. Secondo Delta Air Lines, 19 dei 21 passeggeri feriti sono stati dimessi dagli ospedali entro il 19 febbraio.

## Reazioni
Tutte le operazioni di volo al Toronto-Pearson sono state bloccate fino alle 17:00 EST, quando l'aeroporto ha ripreso il traffico in partenza e in arrivo. L'aeroporto di Montréal-Trudeau, l'aeroporto di Ottawa Macdonald-Cartier e l'aeroporto di Hamilton John C. Munro hanno iniziato ad accettare voli dirottati in seguito all'incidente. Delta Air Lines ha offerto un risarcimento di 30.000 dollari a ogni passeggero a bordo dell'aereo, aggiungendo che l'offerta non aveva “alcun vincolo” e non influiva sui loro futuri diritti legali.

## Le indagini
Il Transportation Safety Board of Canada (TSB) ha inviato oltre 20 investigatori per iniziare a indagare sull'incidente. Anche i rappresentanti di Transport Canada, del National Transportation Safety Board degli Stati Uniti, della Federal Aviation Administration degli Stati Uniti, del costruttore dell'aereo Mitsubishi, di Endeavor Air e di Delta Air Lines hanno inviato dei delegati per assistere. Il 18 febbraio, gli investigatori hanno dichiarato di aver recuperato il registratore vocale della cabina di pilotaggio e il registratore dei dati di volo (noti anche come “scatole nere”) e di averli inviati a un laboratorio del TSB per ulteriori analisi. Due delle piste dell'aeroporto sono state chiuse per consentire agli investigatori di esaminare i rottami e la pista di decollo.